# 2021年巴塔爆炸事故
2021年巴塔爆炸事故是在2021年3月7日發生於赤道幾内亞最大城及前首都巴塔一處軍營的四次連環爆炸事件，前三次爆炸在當地時間（UTC+1）下午三時左右接連發生，兩個小時後再發生另一次爆炸。
爆炸造成至少105人死亡，超過615人受傷，亦對軍營附近地區造成嚴重破壞。
赤道幾内亞總統特奧多羅·奧比昂·恩圭馬·姆巴索戈事後發表全國電視講話，將事故肇因歸咎於儲藏軍火方法不當，且稱幾乎全市建築物均受損。他也呼籲國際社會伸出援手。爆炸發生之後，該國副總統特奧多羅·恩圭馬·奧比昂·曼格趕赴現場視察。赤道幾內亞外长会见多国大使请求援助。